# Das Stadtwappen

Das Stadtwappen von Prag

Das Stadtwappen ist eine kurze Erzählung von Franz Kafka. Sie ist wahrscheinlich 1920 entstanden und postum veröffentlicht worden. Ihr Bericht über den Bau eines gigantomanischen Turmes korrespondiert mit der Geschichte Beim Bau der Chinesischen Mauer.

## Inhalt
Die Geschichte handelt vom Bau des babylonischen Turms. Vor dem Baubeginn werden zunächst umfangreich die Arbeiterunterkünfte eingerichtet. Es herrscht die Meinung, man könne gar nicht langsam genug mit dem eigentlichen Bau beginnen. Zum einen sei der einmal gefasste Gedanke an den himmelreichenden Turm ohnehin nicht mehr aus dem allgemeinen Denken zu entfernen. Zum anderen werde jede künftige Generation eine noch höhere Baukunst entwickeln. Die Baukunst der Zukunft sei also für die tatsächliche Errichtung des Turms besser geeignet.
So beschäftigt man sich lieber mit der Ausgestaltung der Arbeiterstadt. Dies führt aber unter den verschiedenen Landsmannschaften der Arbeiter zu Streitigkeiten. Es kommt zu blutigen Kämpfen, gefolgt von Phasen der Ruhe, in denen aber wieder der Grundstein zu neuen Kämpfen gelegt wird. Die zweite und dritte Generation  der Arbeiter erkennt die Sinnlosigkeit des Turmbaues, doch man will die Arbeiterstadt nicht verlassen, man ist schon zu sehr miteinander verbunden.
Alle Sagen der Stadt sind erfüllt von einem prophezeiten Tag, an dem eine Riesenfaust in fünf Schlägen die Stadt zermalmt. Daher hat die Stadt die Faust im Wappen.

## Textanalyse
Die Geschichte wird nicht von einem einzelnen Erzähler vorgetragen, vielmehr wechselt mehrmals die Erzählperspektive. Aus dem anfänglichen Unbehagen über das zögerliche Herangehen an den Bau wird Abscheu vor dem Projekt, die nur eine herbeiersehnte totale Vernichtung befriedigt werden kann. Die Stadt führt eine Faust im Wappen. Die Wahl dieses Wappens, dessen symbolische Bedeutung sich erst am Ende der Erzählung herausstellt, scheint den lange gehegten Wunsch des Volkes nach Vernichtung zu offenbaren. Oder ist das nur die Deutung des anonymen an dem Versagen leidenden Erzählers? Wäre es nicht naheliegender, dass für die einfache Arbeiterschaft die Faust das Symbol für die tatkräftig bauende Hand war. Vielleicht war das Wappen ursprünglich so gemeint und hat aber unter der fortschreitend unheilvollen Entwicklung seine Bedeutung ins Negative aber eigentlich Befreiende gewandelt.

## Deutungsansätze

### Philosophische Deutung
Wie häufig bei Kafka, handelt es sich auch hier um eine Geschichte des Scheiterns. Es ist sogar ein zweifaches Scheitern. Zunächst wird der eigentliche Bau nicht tatkräftig durchgeführt. Man verliert sich in unbedeutenden Nebenaktivitäten und in menschlichen Unvereinbarkeiten und Kämpfen. Dann, als man die Sinnlosigkeit erkennt, scheitert man erneut, indem man aus Bequemlichkeit in einer quälenden unkreativen Situation verharrt und auf den beendenden Paukenschlag von außen wartet. Es handelt sich um eine Allegorie des Unmöglichen. Die hektische Betriebsamkeit, mit der das Volk seit Generationen unter stets wechselnden Vorgaben seiner Oberen ein architektonisches Projekt verfolgt, das nicht abschließbar ist, beinhaltet Unsinn und Hybris. Wer Gott nahezurücken wünscht, muss sich, so lautet Kafkas Überzeugung, in die Tiefe der Welt versenken, nicht ihr auf luftigen Wegen zu entkommen suchen.
Die Sprachverwirrung, die entsprechend der Bibel von Gott wegen des unendlichen Turmes über die Menschen kam, entspricht bei Kafka den menschlichen Unzulänglichkeiten. Und ohne das direkte Einwirken eines strafenden Gottes ergibt sich dasselbe, nämlich der Turmbau findet nicht statt. Aber ist nicht die Zögerlichkeit und Unverträglichkeit der Menschen genauso das Werk eines Gottes?

### Historisch-soziologische Deutung
Eine historisch-soziologische Deutung sagt, dass es sich hier um eine Parabel des Aufbaus bis zum Untergang der k.u.k. Monarchie handelt. Parallelen zum Aufbau des Vielvölkerstaates sind die verschiedenen Sprachen und das hohe Beamtentum. Ebenso sind die Anzahl der Generationen (drei entsprechen der Zeitspanne von Franz Kafkas Großvater bis zu ihm selbst) und die „fünf Schläge“ (fünf Kriegsjahre) Indizien, dass es sich um eine Parabel der Geschichte von Österreich-Ungarn handelt.
Das Wappen der Stadt Prag mit einer um das Schwert fassenden Faust könnte Pate gestanden haben für die vorliegende Geschichte (Siehe Beispielinterpretation von D. Rettig).

## Ausgaben
- Die Erzählungen. Herausgegeben von Roger Hermes, S. Fischer Verlag, Frankfurt a. M., 1997, ISBN 3-596-13270-3.
- Sämtliche Erzählungen. Herausgegeben von Paul Raabe, Fischer-Taschenbuch-Verlag, Frankfurt am Main und Hamburg 1970, ISBN 3-596-21078-X.
- Nachgelassene Schriften und Fragmente 2. Herausgegeben von Jost Schillemeit, Fischer, Frankfurt a. M. 1992, S. 318 f. u. 323.

## Sekundärliteratur
- Manfred Engel: Kafka und die moderne Welt. In: Manfred Engel, Bernd Auerochs (Hrsg.): Kafka-Handbuch. Leben – Werk – Wirkung. Stuttgart, Weimar 2010, ISBN 978-3-476-02167-0, S. 498–515, bes. 507 f.
- Peter-André Alt: Franz Kafka: Der ewige Sohn. Eine Biographie. Verlag C.H. Beck, München 2005, ISBN 3-406-53441-4, S. 581.